# Ostdeutschland seit 1990

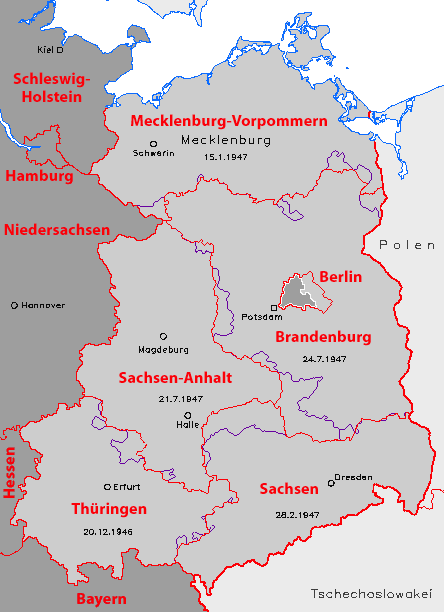
Die alten Länder in der DDR bis 1952 (lila umrandet) im Vergleich zu den Bundesländern in ihren Grenzen (rot) bei deren Neugründung am 3. Oktober 1990. Seither umfasst das Land Berlin das Gebiet Groß-Berlins.

Ostdeutschland seit 1990 umfasst das Gebiet der seit der deutschen Wiedervereinigung bestehenden neuen Länder und die zugehörige Bevölkerung. Die von den oppositionellen Bürgerbewegungen der vormaligen DDR herbeigeführte friedliche Revolution sowie der daran anschließende Einigungsprozess der beiden deutschen Staaten mündete zügig in den Beitritt zur Bundesrepublik Deutschland, weshalb im amtlichen Sprachgebrauch auch der Ausdruck Beitrittsgebiet verwendet wurde. Damit verbunden war für die Ostdeutschen ein schlagartiger Systemwechsel in wesentlichen Lebensbereichen und binnen Kurzem eine Massenarbeitslosigkeit. Für diesen Wechsel nach der friedlichen Revolution von 1989 wird zunehmend der Begriff Transformation benutzt.
Einerseits genossen viele Ostdeutsche in der nun offenen Gesellschaft die gewonnene Reisefreiheit und einen steigenden Lebensstandard, der durch staatliche Transferleistungen unterstützt wurde. Andererseits ließen Unsicherheit und zunehmende Perspektivlosigkeit am Arbeitsmarkt die Euphorie bei den Betroffenen schnell abklingen. Die Abwanderung Arbeitssuchender jüngeren Alters in wirtschaftlich boomende Regionen Westdeutschlands, die Besetzung von Führungsfunktionen mit Westdeutschen und die ausgebliebene vollständige Angleichung der Lebensverhältnisse im Osten an die im Westen förderten bei vielen Ostdeutschen ein Gefühl des Abgehängtseins und ein Selbstbild als „Bürger zweiter Klasse“.
Die als Aufbau Ost bezeichneten Programme – darunter die rasche Abtragung ökologischer Altlasten, die städtebaulichen Sanierungen und die Modernisierung der Infrastruktur – wurden nicht von allen Ostdeutschen als Verbesserungen ihrer Lebensqualität aufgenommen. Vor allem ältere Jahrgänge waren mit den demokratischen Institutionen und regierenden Parteien in Deutschland unzufrieden. Daraus erklärt sich teilweise sowohl der Erfolg der PDS/Linke als Protest- und Oppositionspartei im Ostdeutschland der 1990er und 2000er sowie der Aufstieg der rechtspopulistischen AfD in der zweiten Hälfte der 2010er Jahre.

## Definitionen von „Ostdeutschland“ und „Ostdeutschen“

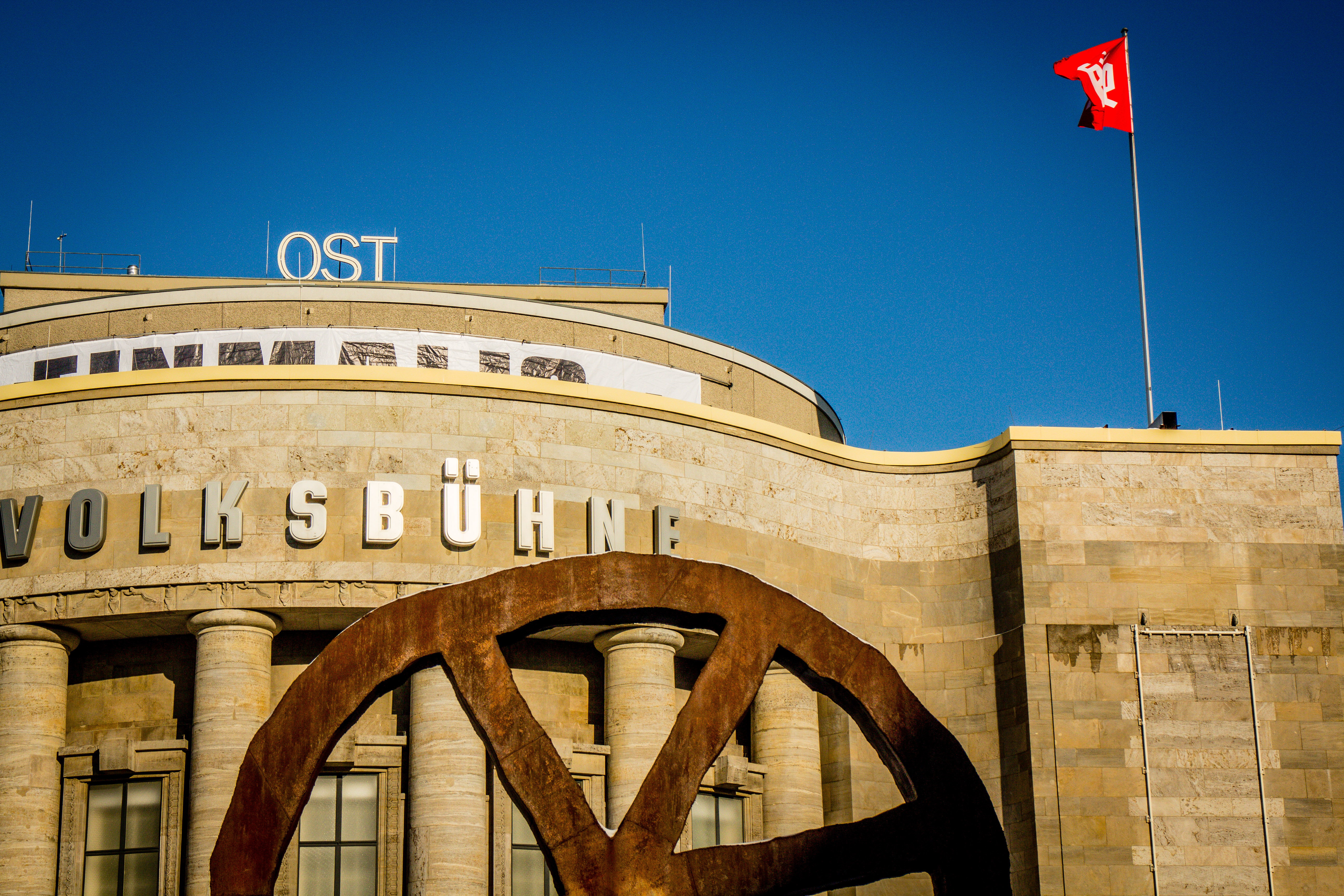
Schriftzug „Ost“ auf dem Dach der Berliner Volksbühne am Rosa-Luxemburg-Platz

Im Vergleich zu anderen deutschen Großregionen wie etwa Süd- oder Norddeutschland bezieht sich die Bezeichnung Ostdeutschland weniger auf geographische oder kulturgeschichtliche Zusammenhänge, sondern meint ein zeitgeschichtlich entstandenes politisches Gebilde, das 1945 aus der Aufteilung Deutschlands nach dem Zweiten Weltkrieg hervorgegangen ist, zwischen 1949 und 1990 die DDR bildete und als Beitrittsgebiet mit den neu gebildeten Bundesländern Brandenburg, Mecklenburg-Vorpommern, Sachsen, Sachsen-Anhalt und Thüringen im allgemeinen Sprachgebrauch an die Stelle historisch älterer Gebietsbezeichnungen getreten ist.

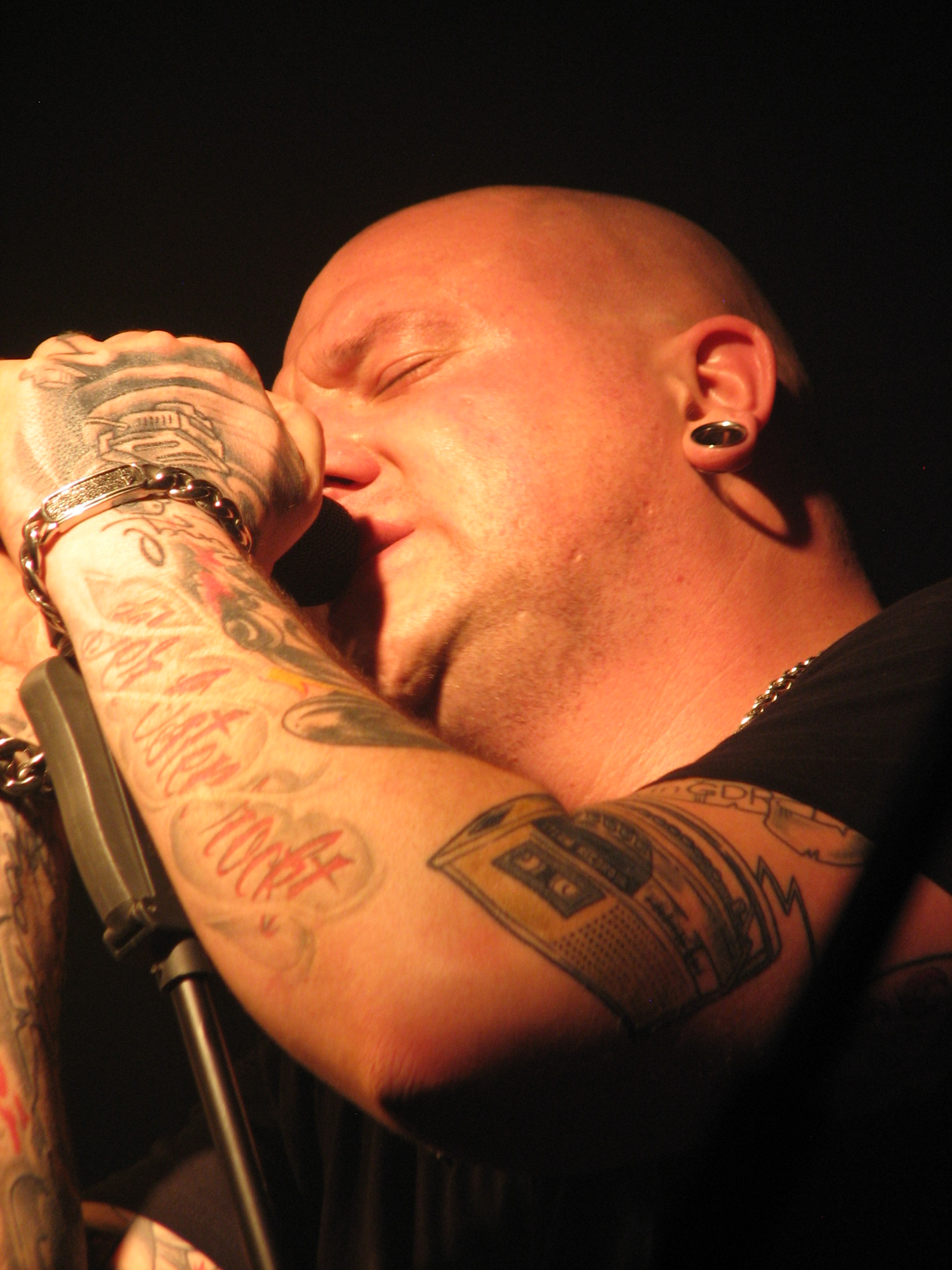
Pascal „Bocki“ Bock, Sänger der Ostrock-Band Goitzsche Front, mit Tattoo „Der Osten rockt“

Bei der Betrachtung der Entwicklungen in Ostdeutschland seit 1990 geht es weniger um das besagte Gebiet als um die Menschen, die dort leben bzw. die durch die dortigen Lebensverhältnisse geprägt sind, also um Ostdeutsche. Diesbezüglich gibt es jedoch mit dem fortschreitenden Zurückliegen der deutschen Wiedervereinigung zunehmend Überschneidungen und Unschärfen. Ossis und Wessis haben sich durch Migration in beide Richtungen als Populationen vermischt; nicht wenige in Ostdeutschland Lebende sind also durch eine in den Ländern der alten Bundesrepublik (BRD) erworbene Mentalität ebenso geprägt, wie es viele gebürtige Ostdeutsche gibt, die mit ihren Prägungen unterdessen in westlichen Bundesländern leben. Für alle nach 1990 geborenen Jahrgänge in den östlichen wie in den westlichen Bundesländern steht der eigene Erfahrungshorizont im wiedervereinigten Deutschland zudem relativierend neben den aus familiären und örtlichen Herkünften übernommenen Anschauungen. Die nunmehrige Bundeshauptstadt Berlin, vormals in Ost-Berlin und West-Berlin geteilt, hat durch Zuzüge und Umzüge ein besonderes Mischungsverhältnis Ost- und Westdeutscher.
Die Bezeichnungen „Neue Länder“ oder „Neue Bundesländer“ für das Gebiet der ehemaligen DDR werden auch im 21. Jahrhundert gebraucht. Das Amt des Beauftragten der Bundesregierung für die Angelegenheiten der Neuen Länder wurde 2021 in Beauftragter der Bundesregierung für Ostdeutschland umbenannt.

## Situation nach dem Beitritt der DDR zur Bundesrepublik 1990
Mit dem deutlichen Wahlsieg der Allianz für Deutschland bei den ersten freien Wahlen zur Volkskammer der DDR am 18. März 1990 wurden die Weichen für eine möglichst rasche Integration der DDR in die Bundesrepublik Deutschland gestellt. Die Währungs-, Wirtschafts- und Sozialunion (WWU) zum 1. Juli 1990 war unter anderem ein Signal an diejenigen Ostdeutschen, die die umgehende Einführung der D-Mark lautstark gefordert und mit der Ankündigung verbunden hatten, andernfalls in den Westen überzusiedeln. Der von den DDR-Bürgern ausgeübte Druck auf die politisch Verantwortlichen, der die Entwicklungen vom Sommer 1989 bis zur Wahl im März 1990 beeinflusst hatte, hielt auch nach den Wahlen an. Entscheidend war für Kowalczuk dabei die massenhafte Ost-West-Wanderung von Menschen auf der Suche nach Arbeit.
Die Währungsunion hatte zur Folge, dass die Wettbewerbsfähigkeit ostdeutscher Betriebe weiter drastisch zurückging und dass sie aus den internationalen Märkten praktisch ausschieden. Die beiderseitige Ratifizierung des Einigungsvertrags am 20. und 21. September 1990, der im Kern den Beitritt der DDR zur Bundesrepublik Deutschland nach Artikel 23 (oder die Ablösung des ursprünglichen Provisoriums Grundgesetz durch eine neue gemeinsame Verfassung gemäß Art. 146) festlegte und am 3. Oktober 1990 (Tag der Deutschen Einheit) umgesetzt wurde, bewirkte die Umsetzung des Wirtschafts-, Gesellschafts- und Rechtsmodells der bestehenden Bundesrepublik in den fünf neuen Bundesländern. Bundeskanzler Helmut Kohl versprach 1990 wiederholt „blühende Landschaften“ in den neuen Ländern: Niemand werde „wegen der Wiedervereinigung auf etwas verzichten müssen“. Diese Prognose erwies sich bald als Illusion.

## Niedergang von Wirtschaftsleistung und Erwerbstätigkeit

### Einbrechen von Absatzmärkten und Produktion
Das sozioökonomisch ausschlaggebende Datum für die Vereinigung der beiden deutschen Nachkriegsstaaten auf westdeutschen Grundlagen war der 1. Juli 1990 mit der Währungs-, Wirtschafts- und Sozialunion. Maßgeblich für die daraus resultierende Wettbewerbsschwäche ostdeutscher Produktionsstandorte und Betriebe war der Umstellungskurs der Mark der DDR im Verhältnis 1:1 gegenüber der D-Mark. Bei illegalen Tauschgeschäften war bis dahin ein Kurs von 4:1 günstig erschienen und der Tausch auf der Basis von 5 DDR-Mark zu 1 DM gängig gewesen. Über Nacht mussten DDR-Betriebe nun Löhne und offene Rechnungen zum 1:1-Umstellungskurs bezahlen und Schulden entsprechend verbuchen bzw. begleichen, zumal es für das jeweilige Produktangebot nun kaum noch Käufer gab. Die Ostdeutschen bevorzugten fortan die für sie neuen, attraktiven Westprodukte. Auf den Märkten des vormaligen Ostblocks, die den Großteil der DDR-Exporte abgenommen hatten, spielte die nun in DM zu bezahlende DDR-Ware als zu teuer keine Rolle mehr.
Ein dramatischer Einbruch der ostdeutschen Wirtschaftsleistung war die direkte Folge. Im Wiedervereinigungsmonat Oktober 1990 war die industrielle Erzeugung in Ostdeutschland nur noch halb so hoch wie im Vorjahr. In den beiden Folgejahren bis Mitte 1992 sank sie nochmals um je ein weiteres Drittel. Die Bruttowertschöpfung im verarbeitenden Gewerbe war noch 1995 um 25 % geringer als 1989. Sie gelangte erst 24 Jahre nach dem Mauerfall auf den Stand von 1989. Einen wirtschaftlichen Vereinigungsboom verzeichnete dagegen die Wirtschaft in den alten Bundesländern infolge der Markterweiterung nach Ostdeutschland und durch die Übernahme geeigneter Produktionsstätten.
Anders verlief die Transformationsphase in der ostdeutschen Agrarwirtschaft, auch wenn der Rückgang der Beschäftigtenzahl hier ebenfalls enorm war (von ca. 800.000 im Jahr 1989 auf nur noch 171.000 im Jahr 1995). Die landwirtschaftlichen Großbetriebe blieben trotz veränderter Rechtsformen überwiegend in ostdeutscher Hand; und der ostdeutsche Agrarmarkt verzeichnete nicht derartige Einbrüche, wie sie die industriell-gewerbliche Produktion trafen. Zudem war die ostdeutsche Landwirtschaft bereits frühzeitig an den Agrarsubventionen der Europäischen Gemeinschaft beteiligt.

### Rolle und Wirken der Treuhandanstalt

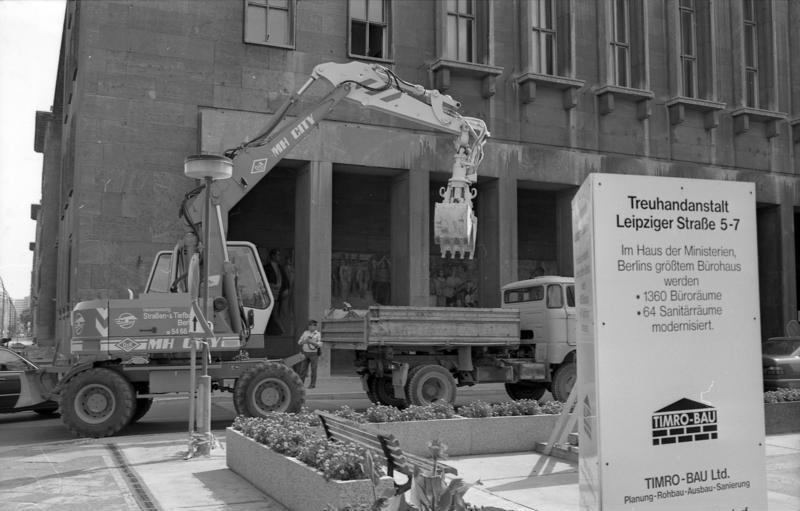
Bauarbeiten am Gebäude der Treuhandanstalt, Juli 1991

Nachdem die Bundesregierung unter Helmut Kohl der DDR-Reformregierung unter Hans Modrow Anfang Februar 1990 eine baldige Währungs- und Wirtschaftseinheit in Aussicht gestellt hatte, schlug Wolfgang Ullmann am 12. Februar in der Sitzung des Zentralen Runden Tisches die Schaffung einer Kapital-Holding-Treuhandgesellschaft vor, mit der das vorhandene DDR-„Volksvermögen“ bewahrt und mittelfristig durch die Ausgabe von Anteilsscheinen an die ostdeutsche Bevölkerung verteilt werden sollte. Die seit April 1990 bestehende Behörde wurde im Vorfeld der zum 1. Juli anstehenden Währungs- und Wirtschafts- und Sozialunion per Volkskammergesetz vom 17. Juni als „Anstalt öffentlichen Rechts“ neu ausgerichtet. Statt der Bewahrung des Volksvermögens war nun die „Privatisierung und Verwertung des volkseigenen Vermögens nach den Prinzipien der sozialen Marktwirtschaft“ vorgesehen. Die größten einzelnen Privatisierungsvorgänge – Banken, Versicherungen, Energieversorgung – fielen allerdings nicht in den Zuständigkeitsbereich der Treuhandanstalt, sondern wurden als Ergebnis innerdeutscher Konsultationen von der Regierung de Maizière an bundesdeutsche Betreiber übertragen, so auch die Reichsbahn an die Deutsche Bahn.
Unter Marktbedingungen als wettbewerbsfähig galten dem DDR-Finanzminister Walter Romberg im April 1990 höchstens ein Drittel der DDR-Betriebe, als nicht überlebensfähig 20 %; für die übrigen boten sich demnach Zukunftsaussichten nur unter der Voraussetzung milliardenschwerer Investitionsprogramme. Die im Auftrag der Politik handelnde Treuhandanstalt war eine entscheidende Gestalterin der wirtschaftlichen und gesellschaftlichen Transformation in Ostdeutschland. Von 12.354 Betrieben mit etwa vier Millionen Beschäftigten wurden gut die Hälfte privatisiert, 13 % an Alteigentümer rückerstattet, 2,5 % kommunalisiert und der Rest geschlossen. Anstelle des erwarteten Erlöses von umgerechnet 300 Milliarden Euro im Zuge der Betriebsverkäufe standen 1994 im Ergebnis 35 Milliarden Euro zu Buche. Von den mittleren und großen Betrieben gingen ca. 85 % an westdeutsche Investoren, 10 % an ausländische Käufer und lediglich 5 % verblieben bei Ostdeutschen, die nur bei sogenannten „Kleinprivatisierungen“ die Oberhand behielten. Großteils fielen die ostdeutschen Unternehmen letztlich in die Hände von ortsfremden Investoren. Das einem Erblastentilgungsfonds zugeführte Gesamtdefizit, in das betriebliche Altschulden, die Beseitigung ökologischer Altlasten sowie Sanierungs- und Investitionsmaßnahmen eingingen, betrug über 250 Milliarden DM, wobei zusätzliche sozialpolitische Kosten nicht enthalten waren. Für eine Mehrzahl der Ostdeutschen wurde die Treuhand zum Synonym für Korruption, Arbeitsplatzvernichtung, Seilschaften, Deindustrialisierung und Ungerechtigkeit.
„Wer über die Wut und die Nachwendezeit reden will, hat es einfach: Er muss einfach das Wort ‚Treuhand‘ fallen lassen. Beinahe jeder aus dem Osten kann dazu eine Geschichte erzählen“, schreibt Petra Köpping in ihrem Buch Integriert doch erst mal uns! Eine Streitschrift für den Osten. Auch fast 25 Jahre nach dem Ende ihres Wirkens seien, wie aus einer Studie hervorgehe, die mit der Treuhandanstalt assoziierten Konflikte und Krisen unvergessen. Als „ein Phänomen unzähliger Superlative“ beschreibt sie Marcus Böick, der ihre Geschichte von der Gründung 1990 bis zum Ende 1994 nachgezeichnet hat: „Schulden in dreistelliger Milliardenhöhe, Entlassungen in Millionen- und Betriebsverkäufe in zehntausendfacher Höhe stehen in den hunderten Veröffentlichungen zum Thema zu Buche – und das alles neben zahlreichen, meist von findigen Journalisten aufgearbeiteten Skandalen und undurchsichtigen Verwicklungen im massenhaften Alltagsgeschäft.“

### Arbeitslosigkeit

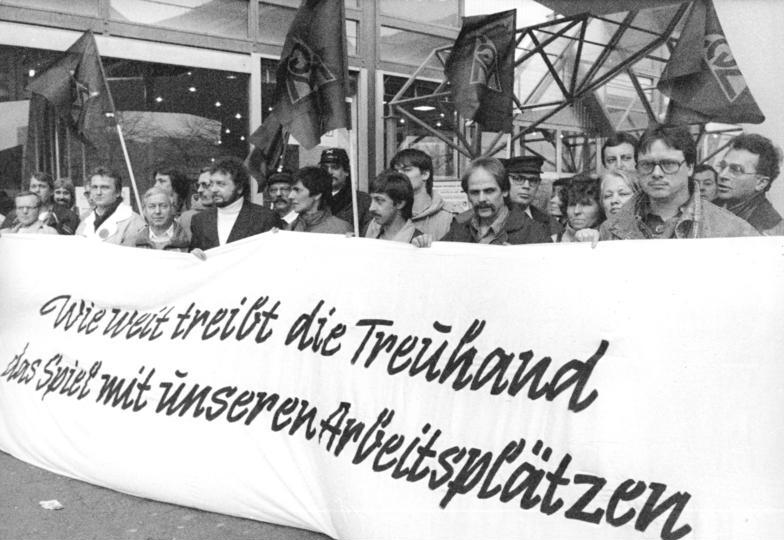
Protestierende Stahlarbeiter der Maxhütte Unterwellenborn, 1990

Zentrales Merkmal der ostdeutschen Wirtschafts- und Gesellschaftsentwicklung wurde nach 1990 eine periodische oder auch dauerhafte Arbeitslosigkeit von Erwerbstätigen. Sie kontrastierte mit einem neuen Wohlstand. Arbeitslosigkeit als Faktum oder Gefahr wurde zu einer Schlüsselerfahrung für viele Ostdeutsche.
Schon vor Inkrafttreten der Wirtschafts- und Währungsunion stieg die Zahl der Arbeitslosen in Ostdeutschland von 7440 Menschen im Januar 1990, über 38.300 im März, 65.000 April, 95.000 im Mai auf 142.096 im Juni. Während es sich anfangs vor allem um entlassene Angestellte des Ministeriums für Staatssicherheit und anderer systemspezifischer Institutionen handelte, waren es im Juni bereits zu mehr als der Hälfte Arbeiter aus der betrieblichen Produktion. Bis zum Jahresende 1990 wuchs die Zahl der ostdeutschen Arbeitslosen auf 642.000 an, in der Mehrzahl Frauen. Anfang 1991 verlautbarte aus der Treuhandanstalt, dass weder die Autoproduktion des Trabant noch der Betrieb der Interflug Zukunftschancen hätten. Dies wurde weit über die Belegschaften hinaus mit Erbitterung aufgenommen. Das symbolträchtige Ende von DDR-Kernmarken leistete den im Frühjahr 1991 an bedrohten Industriestandorten aufflammenden Protesten, Streiks, Demonstrationen und Kundgebungen zusätzlich Vorschub.
Auch angesichts zunehmender Widerstände, die zu politischen Kurskorrekturen und sozialen Abfederungen bei Betriebsschließungen führten, setzte die Treuhandanstalt das Privatisierungsprogramm zwischen dem Frühjahr 1991 und Ende 1992 beschleunigt fort. Hatte man im Oktober 1991 mit 541 Privatisierungen und durchschnittlich 20 Betriebsverkäufen pro Tag zwischenzeitliche Rekordwerte erreicht, gingen die Zahlen 1992 noch weiter nach oben, lagen im dritten Quartal zwischen Juli und September bei 2200 Privatisierungen. Im Dezember 1992 waren nach insgesamt über 10.000 Privatisierungen mehr als 80 % des ursprünglich von der Treuhandanstalt übernommenen DDR-Firmenbestands abgebaut. Als die Treuhandanstalt Ende des Jahres 1994 ihre Tätigkeit beendete, waren von den ursprünglich vier Millionen Werktätigen in den von der Treuhandanstalt übernommenen Betrieben noch eineinhalb Millionen übriggeblieben. Dagegen hatten zwei Drittel aller ostdeutschen Arbeitnehmer in der DDR-Industrie ihre Beschäftigung verloren.
Insgesamt ging die Beschäftigtenzahl in Ostdeutschland zwischen 1989 und 1994 um 3,5 Millionen zurück: von 9,8 auf 6,3 Millionen. Bis zum Jahr 1999 gab es einen weiteren Rückgang auf rund fünf Millionen Beschäftigte. Dabei wurde die Zahl der registrierten Arbeitslosen in der Nachwendezeit noch übertroffen von der der Gesamtmenge aus Kurzarbeitern, Teilnehmern an arbeitsschaffenden und qualifizierenden Maßnahmen sowie ausgemusterten Vorruheständlern. Zudem verschwanden mit den DDR-Betrieben die bisherigen Zentren der beruflichen und privaten Lebensorganisation. Der Wegfall der Erwerbsarbeit versetzte die Betroffenen in eine als radikal neu, mehr oder weniger unübersichtlich und äußerst zwiespältig erlebte soziale Situation. „Die Welt der Arbeit, der Betriebe und Berufe befindet sich im Umbruch. Kompetenzen und Qualifikationen verfallen. Arbeitsformen und Berufsfelder verändern sich radikal und entstehen neu. Welche Branchen nun unter veränderten Rahmenbedingungen welche Beschäftigungsperspektiven bieten können, bleibt weitgehend im Dunkeln.“ Dabei schloss in der Nachwendezeit der Verlust des Arbeitsplatzes eine beträchtliche Steigerung des persönlichen Wohlstands nicht aus, mitunter jedoch in einem Umfeld, in dem Verwandte, Nachbarn oder ehemalige Arbeitskollegen aufstiegen und sich etablieren, während man selbst davon abgehängt war.
Während 1990/91 noch etwa zwei Drittel der Ostdeutschen das SED-System für die akute ostdeutsche Arbeitsmarkt- und Wirtschaftskrise verantwortlich hielten, sah dies 1994 nur noch ein Drittel so. Mehr als 90 % betrachteten nun als Hauptursache die Einführung der sozialen Marktwirtschaft und die Treuhandpolitik. Daraus ergaben sich politische Folgeprobleme; denn im Rahmen der herkömmlichen gesellschaftlichen Normen hängen die Bindungen des einzelnen Bürgers an das Gemeinwesen und seine Institutionen in starkem Maße von der Einbindung in das Erwerbsleben und von der Teilhabe an den durch die Erwerbsarbeit erlangten Güter und Leistungen ab. Aus soziologischer Sicht, so Berthold Vogel, ist die Beteiligung am Erwerbsleben „das Unterpfand der Demokratie in modernen Arbeitsgesellschaften.“ Labile Beschäftigung und strukturelle Arbeitslosigkeit haben demnach entsprechende Konsequenzen für das gesellschaftliche Klima in der Demokratie.

### Wirtschaftlicher Aufholprozess

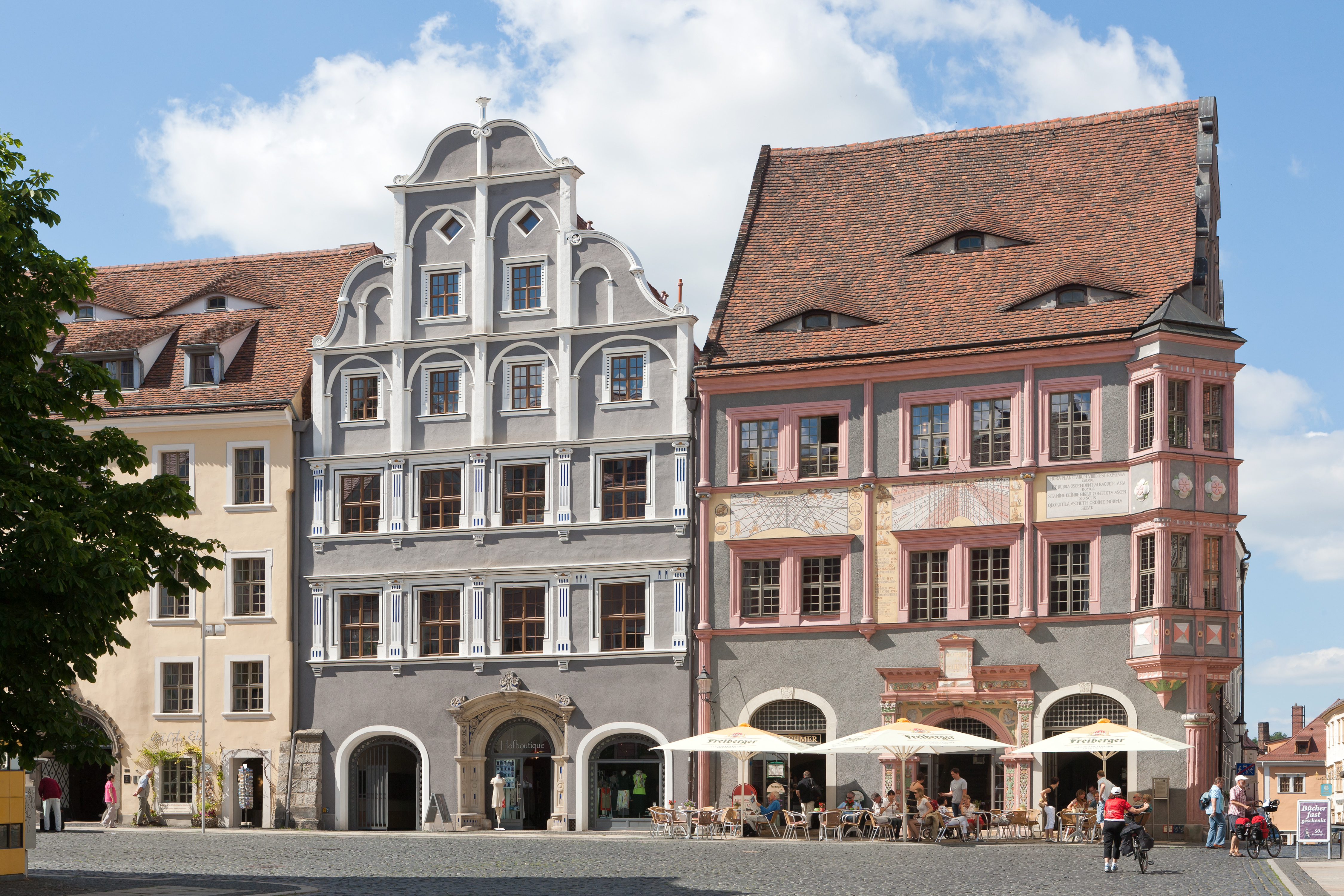
Restaurierte Gebäude auf dem Görlitzer Untermarkt

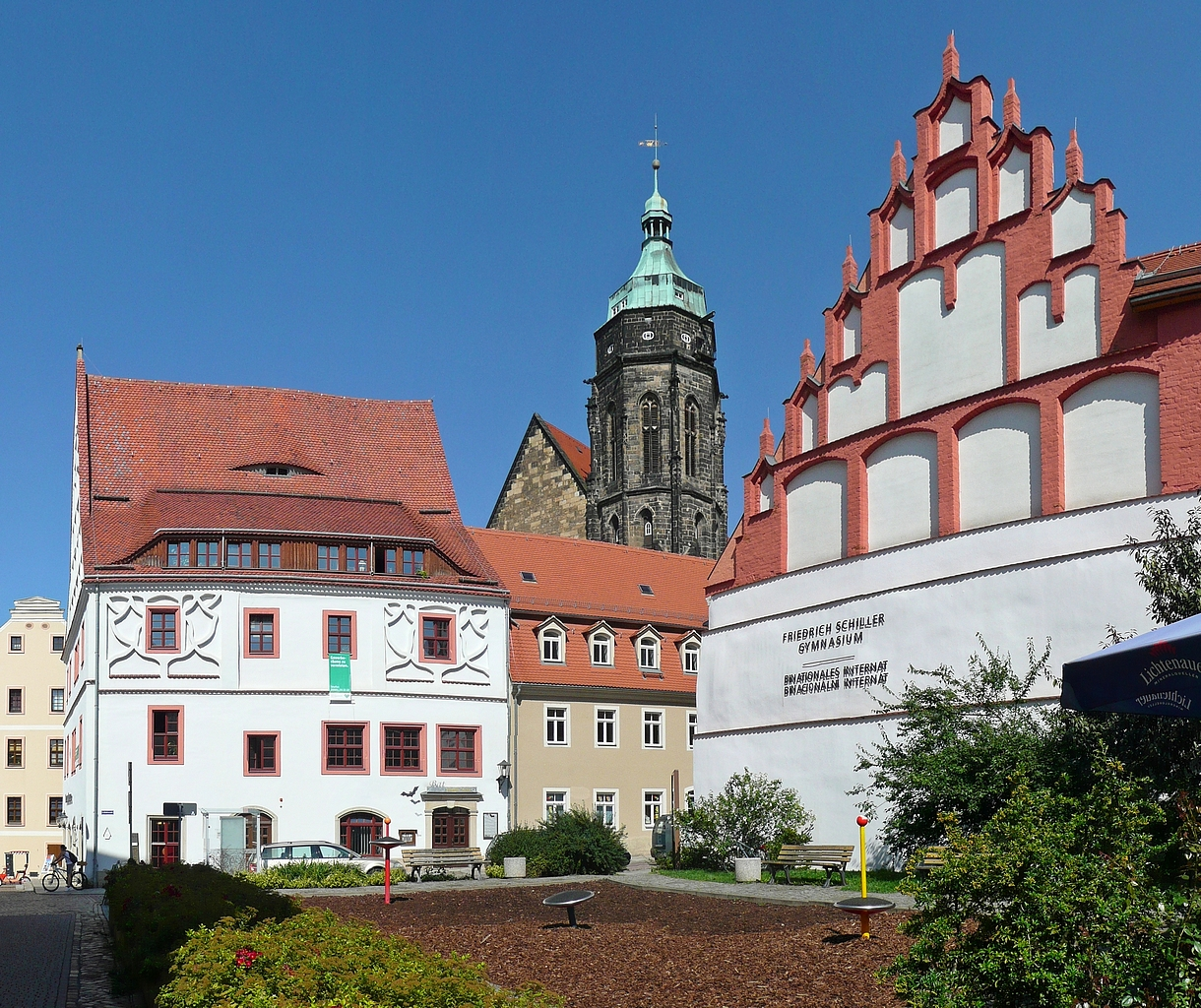
Sanierte Gebäude in der Pirnaer Altstadt

Unmittelbar nach der Wende betrug die Bruttowertschöpfung im verarbeitenden Gewerbe 1991 nur noch 39 Prozent im Vergleich zum letzten DDR-Jahr 1989. Es dauerte 24 Jahre, bis der Produktionsumfang in diesem Wirtschaftsbereich den von 1989 wieder erreichte. Die allmähliche Erholung setzte ab Mitte 1992 ein, vor allem dank der Bauwirtschaft. Die gestiegene Lebensqualität in Ostdeutschland ist an modernisierten und restaurierten Städten, rekultivierten Landstrichen und hochmoderner Infrastruktur abzulesen. Allerdings fehlte es dem Aufschwung der Bautätigkeit an gesamtwirtschaftlicher Nachhaltigkeit, nachdem die Maßnahmen zur Erneuerung von Siedlungen und Gehwegen, Autobahnen, Eisenbahnstrecken und Kanälen abgeschlossen waren. Nach der Jahrtausendwende näherte sich die Produktivität der ostdeutschen Wirtschaft – gemessen am Bruttoinlandsprodukt je Arbeitsstunde – nur noch sehr langsam der westdeutschen an. Im Jahr 2020 kam sie auf ungefähr vier Fünftel des westdeutschen Niveaus.
Seit etwa 1997 vermitteln die Wachstumsraten den Eindruck eines stagnierenden Aufholprozesses der ostdeutschen gegenüber der westdeutschen Wirtschaft. Die Arbeitslosenquote lag 2017 in Westdeutschland bei 5,7 %, in Ostdeutschland bei 8,1 % – mit Auswirkungen nicht nur auf die jeweiligen Lebenslagen der Betroffenen, sondern auch auf deren Alterssicherung. Nach der Wiedervereinigung hatte sich das Lebensniveau verbessert, unter anderem durch die Erhöhung der Arbeitseinkommen und Renten, komfortablere Wohnverhältnisse und Haushaltsausstattungen speziell bei Informations- und Kommunikationstechnik, erweiterte Reisemöglichkeiten sowie Angebote demokratischer Partizipation. Demgegenüber stehen laut dem Jahresbericht der Bundesregierung 2014 stark verminderte, aber weiterhin bestehende Defizite bei der Herstellung gleicher Lebensverhältnisse zwischen Ost- und Westdeutschland. Einer im selben Jahr erschienenen Studie zufolge betrug der Konsum pro Einwohner im Osten ca. 90 % des Westniveaus.
Die Ungleichheit von Einkommens- und Vermögensverhältnissen nimmt laut Thomas Kralinski in Deutschland sogar noch weiter zu. Die Verteilung zeige eine auseinanderklaffende Schere zwischen oben und unten und massive Unterschiede zwischen Ost und West. Das werde bei der Erbschaftssteuer besonders deutlich. Während in Thüringen und Sachsen weniger als zehn Euro Erbschaftssteuer pro Jahr und Einwohner gezahlt werden, sind es in Bayern über 100, in Hamburg über 160. Disparitäten bei der Finanzmittelausstattung gehörten bereits direkt nach der Wende zu den Gründen dafür, dass Ostdeutsche bei der betrieblichen Neuaufstellung unter marktwirtschaftlichen Bedingungen weniger Chancen hatten. Wegen der Knappheit an finanziellem Eigenkapital fehlte ostdeutschen Interessenten oft der Spielraum. 2016 befanden sich die Stammsitze von 464 der 500 umsatzstärksten deutschen Unternehmen in Westdeutschland, im Osten einschließlich Berlin waren dagegen nur 36 ansässig. Bei den eigentümergeführten oder familienkontrollierten ostdeutschen Unternehmen mit 250 und mehr Mitarbeitern entwickelte sich bis zu den 2010er Jahren ein veränderter Trend: Hatte 1993 ungefähr die Hälfte der mindestens einen Miteigentümer aus der alten Bundesrepublik, waren 2017 zwei Drittel der großen Familienunternehmen allein in ostdeutscher Hand.
Zwei Jahrzehnte nach dem deutschen Einigungsprozess konstatierte Matthias Platzeck in der unverändert niedrigen Eigenkapitalquote der ostdeutschen Unternehmen eine wesentliche Ursache ihrer Krisenanfälligkeit. Die geringe Kapitaldecke bedinge auch anhaltende strukturelle Defizite bei der Innovationsfähigkeit. Auf die neuen Länder entfielen nur fünf Prozent der industriellen Forschung in Deutschland. Dies führe zu einer geringeren Fertigungstiefe der Industrie. Es mangele an industrienaher Forschung und Entwicklung sowie an industrienahen Dienstleistungen. Unvollständig geblieben ist der ostdeutsche Aufholprozess außerdem bei den Löhnen, die noch 2019 in Ostdeutschland im Durchschnitt 17 % niedriger lagen als in Westdeutschland und zum Teil bei den Arbeitszeiten, die etwa im Bereich der Metallindustrie um drei Wochenstunden höher liegen. Petra Köpping nennt als Grund dafür einen „unausgesprochenen Sozialpakt“. Der Preis für den Erhalt von Arbeitsplätzen durch die Unternehmen sei der Verzicht von Arbeitnehmern auf höhere Löhne und Mitbestimmungsrechte.

## Migration und Demografie

### Prognosen zur Bevölkerungsentwicklung in Ostdeutschland
Die Bevölkerung im geeinten Deutschland 15 Jahre nach dem Mauerfall umfasste 82,5 Millionen Menschen. Sie waren 2004 zu knapp 80 % in den alten Bundesländern ansässig, zu rund 16 % in den neuen Bundesländern und hatten zu etwa vier Prozent ihren Wohnsitz in Berlin. Dabei hatte sich der Bevölkerungsanteil in den neuen Bundesländern seit 1990 fortlaufend vermindert, bedingt durch hohe Sterbeüberschüsse und anhaltende Abwanderungsverluste. Das Statistische Bundesamt prognostizierte 2018–2060 einen Rückgang der Gesamtbevölkerung Deutschlands auf 76,5 Millionen. In den neuen Bundesländern werde die Einwohnerzahl um weitere drei Millionen (23,9 %) zurückgehen, in den Flächenländern des alten Bundesgebiets um 3,6 Millionen (5,7 %). Lag der gesamtdeutsche Bevölkerungsanteil Ostdeutschlands 1990 noch bei 20,1 %, werde er demnach bis 2060 auf 12,5 % zurückgehen.

### Abwanderung, Alters- und Geschlechterstruktur
Zeit ihres Bestehens war bereits die DDR von Wanderungsverlusten betroffen, also von einem Negativsaldo bei Zu- und Abwanderungen. Im Zeitraum 1949 bis 1962 betrug der Verlust 2,5 Millionen Menschen. In der Zeit nach dem Mauerbau von 1962 bis 1988 betrug der Abwanderungsüberschuss unter höchst erschwerten Bedingungen insgesamt 600.000. Im Wende- und Wiedervereinigungszeitraum 1989/1990 verließen 700.000 Menschen Ostdeutschland und von 1991 bis 2015 lag der Wanderungsverlust bei rund 1,2 Millionen.
Im Jahr 2017 lag die Einwohnerzahl in Ostdeutschland (ohne Berlin) um rund zwei Millionen niedriger als 1991. Zwischen 1989 und 2013 war der innerdeutsche Wanderungssaldo 25 Mal in Folge für Ostdeutschland negativ. Unter den Fortziehenden waren vorwiegend jüngere Jahrgänge im erwerbsfähigen Alter. Unter den nach Ostdeutschland Zuziehenden überwogen ältere Jahrgänge. Dabei war die Mehrzahl der nach Westdeutschland übersiedelnden Ostdeutschen Frauen, da sie nach der Wende in Ostdeutschland besonders ungünstige Beschäftigungschancen hatten. In Westdeutschland hingegen wirkte das Angebot an Ausbildungs- und Arbeitsplätzen für junge Leute attraktiv, zumal aufgrund höherer Löhne.
Fast seit Beginn der Transformationsphase war die Arbeitslosigkeit unter Frauen in Ostdeutschland doppelt so hoch wie die unter Männern. Nach Verlust des Arbeitsplatzes hatten weibliche Erwerbstätige geringere Chancen auf Neueinstellung. Unter den hauptsächlich Betroffenen waren Alleinerziehende, Frauen aus der Landwirtschaft, un- und angelernte Frauen, ältere Akademikerinnen. Das Berlin-Institut für Bevölkerung und Entwicklung wies 2007 darauf hin, dass infolge der Frauenabwanderung in den neuen Bundesländern ein erheblicher Überschuss an Männern – und ein europaweit beispielloses Frauendefizit – in der Altersgruppe der 18- bis 34-Jährigen festzustellen sei, besonders in peripheren, wirtschafts- und strukturschwachen Regionen. Gemäß einer 2020 erschienenen Studie des Instituts ist der sogenannte Gender-Pay-Gap europaweit nur in Estland größer als in Deutschland.
Mit den rückläufigen Bevölkerungszahlen in den neuen Bundesländern einher ging ein starker Geburtenrückgang zu Beginn der 1990er Jahre auf fast ein Drittel der Geburten im Jahr 1989. Seither ist eine Angleichung an das westdeutsche Reproduktionsniveau eingetreten. Lag das Alter der Erstgebärenden in der DDR durchschnittlich bei 23 Jahren, beträgt ihr Durchschnittsalter heute 30 Jahre. Während die gesellschaftlichen Rahmenbedingungen in der DDR die Eheschließung und Nachwuchsplanung in jungen Jahren berufs- oder auch studienbegleitend begünstigten, galt Elternschaft unter den marktwirtschaftlichen Bedingungen der Transformationsphase auf einmal als soziales Risiko. Gegenüber DDR-Zeiten rückläufig ist in Ostdeutschland seither die Lebensform der Ehe von Eltern mit Kindern; stattdessen öfter anzutreffen ist unterdessen der Status „Alleinstehend ohne Kinder“.

### Folgen der Abwanderung und urbane Zuzugsgebiete

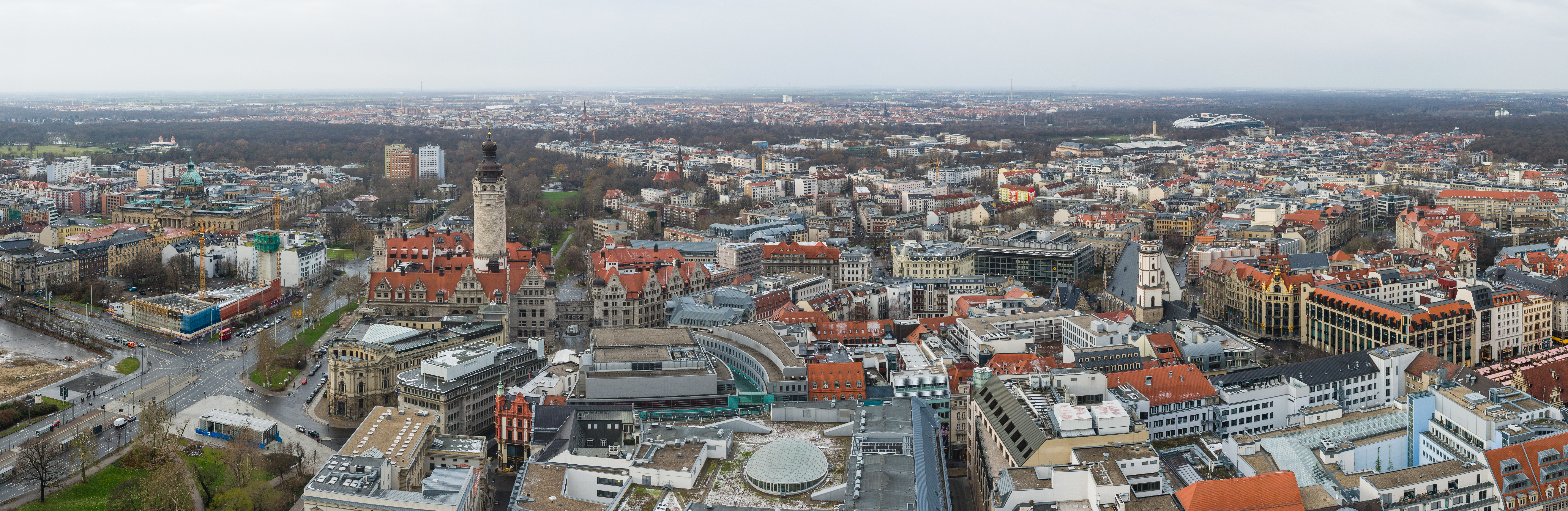
Leipzig: Blick vom City-Hochhaus nach Westen (2013)

Durch die Abwanderung von Frauen sind laut Gunnar Winkler zwischen 1991 und 2015 rund 1,2 Millionen erwartete und mögliche Geburten von Ost nach West gewandert. Mit den Abwandernden gingen den betroffenen Gebietskörperschaften Steuerzahler und Sozialversicherungsbeiträge verloren. Vor allem im ländlichen Raum sind durch die Abwanderung abgehängte Gebiete mit einer stark überalterten Bevölkerung entstanden. Der Entwicklung von Wirtschaftsstandorten im regionalen Umfeld wirkt sie entgegen. Zusätzliche Probleme ergeben sich für Versorgung und Lebensqualität der jeweils verbleibenden Einwohnerschaft, etwa hinsichtlich medizinischer Versorgung oder verkehrlicher Anbindung. Einige ostdeutsche Metropolen dagegen haben eine Trendumkehr geschafft. Leipzig prognostiziert bundesweit bis 2035 den größten Bevölkerungszuwachs. Zu weiteren urbanen Zuzugsgebieten in Ostdeutschland zählen Potsdam, Dresden, Erfurt, Jena, Rostock, Halle und Magdeburg.
Ostdeutsche im Rentenalter galten in der Umstellungsphase als Gewinner der deutschen Einheit, weil sie relativ hohe Renten erhielten. Dazu führten ihre Versicherungszeiten als Arbeitnehmer angesichts des relativ niedrigen Lohnniveaus in der DDR mit einem Umwertungsfaktor, der zum Teil mehr als das Dreifache betrug. Ostdeutsche Rentnerhaushalte, in denen beide Ehepartner wie in der DDR üblich berufstätig gewesen waren, standen finanziell besser da als Westrentner-Paare, bei denen allein der Mann Rentenbeiträge entrichtet hatte. Je später nach dem Ende der DDR Ostdeutsche allerdings in Rente gehen, desto stärker wirkt sich der unsichere Arbeitsmarkt auf ihre Biografien aus, sodass sie mit Altersarmut rechnen müssen.
Die Lebenserwartung in Ostdeutschland ist infolge der Maßnahmen für Umweltschutz und Gesundheitsvorsorge nach der Wiedervereinigung gestiegen. Das Verhältnis von Personen im Rentenalter (über 65 Jahre) zu Personen im Erwerbsalter (20–65 Jahre), der Altenquotient, ist in Ostdeutschland höher als in Westdeutschland. Er lag 2015 im gesamtdeutschen Durchschnitt bei 34,7, in allen ostdeutschen Bundesländern aber darüber: von 37,9 in Mecklenburg-Vorpommern bis 43 in Sachsen. Bis 2030 wird eine weitere Erhöhung des Altenquotienten vorhergesagt, in Ostdeutschland wiederum noch deutlich drastischer als in Westdeutschland. Bereits heute sind ein Bevölkerungsrückgang durch die Abwanderung jüngerer Menschen, die Dominanz älterer Menschen im Stadtbild sowie Wohnungsleerstände in Regionen erkennbar, die lange von Wohnungsmangel geprägt waren.

## Die „offene Gesellschaft“ Ostdeutschlands seit 1990
Die Mehrheit der DDR-Bürger einte während der Wende das Motiv der Unzufriedenheit mit dem SED-Regime und mit den Lebensumständen sowie die Überzeugung, dass Veränderungen nötig waren. Der schnelle Weg zur Einheit durch einen Beitritt zu der vom Grundgesetz definierten Demokratie der Bundesrepublik fand breite Unterstützung. Der binnen eines Jahres vollzogene umfassende Systemwechsel stellte die Ostdeutschen nicht nur hinsichtlich Wirtschaft und Arbeit, sondern auch in vielen anderen Bereichen des Alltagslebens vor neue Herausforderungen. Während die einen, häufig jüngere Jahrgänge, Chancen zur Selbstentfaltung erhielten, überwogen bei anderen negative Erfahrungen. Daraus ergaben sich generationenspezifische Deutungsmuster und Verarbeitungsweisen, die auch drei Jahrzehnte nach der Wiedervereinigung nachwirken.

### Wegfall der Kollektive
Schon im Kindesalter waren die Bewohner der DDR einer umfassenden Erziehung zur sozialistischen Persönlichkeit unterworfen, um dann im Erwachsenenalter in den Kollektiven des Arbeiter-und-Bauern-Staats tätig zu sein. Das jeweilige Arbeitskollektiv in Volkseigenen Betrieben (VEB), Kombinaten und Landwirtschaftlichen Produktionsgenossenschaften (LPG) lenkte den Lebensalltag der Mitglieder durch eine Rundumversorgung möglichst einheitlich in vorgegebene Bahnen. Als sich die ostdeutsche Arbeitsgesellschaft 1989 unversehens auflöste, verloren Menschen nicht nur massenhaft ihren Arbeitsplatz, sondern auch den sozialen Zusammenhalt. Viele Lebensbereiche und Wertvorstellungen standen mit Arbeit in Zusammenhang: Einkommen, Freizeit, Urlaub, Gesundheitsvorsorge, Krankenbetreuung, Kultur, Rentnerbetreuung, Freundschaftsbeziehungen, Liebe und Sexualität, Feierkultur, Kinderbetreuung. Eine Zwischenbilanz der Schließungen und Abwicklungen öffentlicher Begegnungsstätten aus DDR-Zeiten ergab im Jahr 1993 den Wegfall von 40 % der staatlichen Kulturhäuser, 54 % der Jugendclubs und 70 % der Gewerkschaftskulturhäuser.
Köpping weist darauf hin, die meisten Westdeutschen hätten das Geschehen in Ostdeutschland nach 1990 noch nicht verstanden. Sie beruft sich auf Kerstin Deckers Befund aus dem Jahr 1999: „Plötzlich fanden sich fast Vierzigjährige in einer Art zweiter Pubertät wieder: in einer plötzlich ausgewechselten Welt, einem plötzlich ausgewechselten Leben. […] Die Umbruchphase war für die wenigsten reibungslos. Und manche gewannen nie mehr festen Boden unter den Füßen. Wie die Buchbestände ganzer Verlage auf dem Müll landeten, so auch die Lebensläufe.“
Traumatisierungen in (Ost-)Deutschland lautet der Titel eines 2009 erschienenen Buchs über die Folgen der Nachwendezeit auf der Ebene individueller psychischer Störungen. Bei gut einem Drittel der befragten Patienten seien nach Umbruchsituationen wie 1945 oder 1989 Posttraumatische Belastungsstörungen aufgetreten. Sie seien infolge des Verlusts weltanschaulicher Kernvorstellungen, praktischer Lebensformen, Rituale und Identitäten aufgetreten. Der Leiter der Klinik für Psychosomatische Medizin und Psychotherapie, Jochen-Friedrich Buhrmann, war gut zwei Jahrzehnte nach der deutschen Wiedervereinigung der Auffassung, dass Zehntausende Menschen in Mecklenburg-Vorpommern aufgrund ihrer DDR- und Nachwendeerfahrungen behandlungsbedürftig seien. Traumatisiert seien teilweise auch ihre Kinder in jener Altersgruppe, die im Jahr 1989 zwischen 13 und 18 Jahre alt und vielfach mit der Hilflosigkeit und dem Verstummen der Eltern in Bezug auf die Erlebnisse der Vergangenheit konfrontiert war. Jana Hensel sieht vergleichbare Spuren auch bei solchen Menschen, die diese Zeit vermeintlich unbeschadet überstanden hätten. Besonders paradox sei, dass je länger der Zusammenbruch der DDR zurückliege, für viele der ostdeutsche Teil ihrer Identität umso wichtiger werde.

### Regionale und nationale Identität
Die 1952 nach dem Prinzip des demokratischen Zentralismus in der DDR geschaffene Verwaltungsstruktur mit 14 Bezirken zuzüglich Ost-Berlins hatte aus der Sicht Matthias Platzecks mit dem Ende der DDR ausgedient, weil alte landsmannschaftliche Identitäten wiederkehrten. In Sachsen sei die Idee des alten Freistaats erstarkt, bei Vogtländern das Vogtland, bei Eichsfeldern Eichsfeld, und die Karl-Marx-Städter hätten großen Wert darauf gelegt, wieder in Chemnitz leben zu können. Mit dem Vollzug der deutschen Einheit am 3. Oktober 1990 wurden die Länder wiederhergestellt und fortan begrifflich zusammengefasst zu den fünf Neuen Ländern. Eine Befragung 2014 ergab, dass Westdeutsche sich mit ihren Bundesländern nur wenig stärker verbunden fühlten (56 %) als Ostdeutsche mit den ihren (54 %). Eine stärkere Verbundenheit wurde zu den jeweiligen Gemeinden angegeben: 65 % bei den Westdeutschen, 63 % bei den Ostdeutschen. Markante Unterschiede wiesen die Befragten hingegen hinsichtlich ihrer Verbundenheit mit der Bundesrepublik Deutschland im Ganzen auf. Zu ihr gaben 70 % der Westdeutschen eine stärkere Bindung an, aber nur 52 % der Ostdeutschen.
Wiederholte Befragungen Ostdeutscher im Zeitraum zwischen 1997 und 2014 zu ihrer Identifikation als Bundesbürger ergaben eine von 16 auf 33 % ansteigende Identifikation als „richtige Bundesbürger“, während 54 % im Jahr 2014 sich weder als Bundesbürger fühlten noch die DDR wiederhaben wollten. Der Anteil der Ostdeutschen, die angaben, die DDR wiederhaben zu wollen, nahm von 10 % 1997 über 14 % 2006 auf 7 % im Jahr 2014 ab.
Neben regionalen Identitäten formte sich in den 1990er Jahren auch eine Identität als Ostdeutsche heraus, die es zuvor nicht gegeben hatte. Diese ostdeutsche Identität hat sich im Zuge des Vereinigungsprozesses als Abgrenzung zu den alten Bundesländern herausgebildet. Laut einer Forsa-Umfrage von 2019 zum 30. Mauerfalljubiläum sahen sich mit 57 % deutlich mehr als die Hälfte der Ostdeutschen noch immer als „Bürger zweiter Klasse“. Einer Anfang 2018 über Wochen von der Sächsischen Zeitung durchgeführten Umfrage zufolge fühlten sich zwei von drei Sachsen wegen struktureller Benachteiligung gegenüber Westdeutschland und den Westdeutschen als „Bürger zweiter Klasse“. Etwas niedriger war der Prozentsatz bei den 30- bis 45-Jährigen, hingegen bei mehr als 70 % in der Gruppe der 18- bis 29-Jährigen. Aus der Sicht Köppings begreifen sich sehr viele junge Menschen, die die DDR nicht mehr erlebt haben, immer noch als Ostdeutsche. Sie fühlten sich in der Tradition und aus der Erfahrung ihrer Eltern dadurch benachteiligt.
Im Wertespektrum Freiheit – soziale Sicherheit – Gerechtigkeit – Gleichheit – Solidarität stand für Ostdeutsche 2014 die Gerechtigkeit mit 72 % an oberster Stelle (von 39 % für „sehr wichtig“ und von 33 % für „wichtig“ genommen), gefolgt von Freiheit (61 %), sozialer Sicherheit (58 %), Gleichheit (28 %) und Solidarität (26 %). Dabei fanden die genannten Werte durchweg etwas mehr Zustimmung als bei den Westdeutschen – mit Ausnahme der Freiheit, die 79 % der Westdeutschen „sehr wichtig“ (65 %) oder „wichtig“ (14 %) war. Hatten 1990 die Ostdeutschen Demokratie als Wert zu 88 Prozent „wichtig“ bis „sehr wichtig“ genommen, waren es 2014 noch 71 % (gegenüber 83 % der Westdeutschen). Eine Studie der Konrad-Adenauer-Stiftung von 2020 ermittelte eine Demokratiezufriedenheit bei Ostdeutschen von lediglich 22 % (16 % „ziemlich zufrieden“ und 6 % „sehr zufrieden“) gegenüber 40 % bei Westdeutschen (30 % „ziemlich zufrieden“ und 10 % „sehr zufrieden“).

### Partizipations- und Gleichstellungsdefizite
Zu den Gründen, die vielen Ostdeutschen die Identifikation mit der Demokratie der Bundesrepublik erschweren, gehört die Unterrepräsentation Ostdeutscher in Führungsfunktionen, nicht allein auf gesamtdeutscher Ebene, sondern auch in Ostdeutschland selbst. Die Idee vom Neuaufbau schloss aus der Sicht Kowalczuks ein, dass die Ostdeutschen nicht ausgeschlossen würden. Nirgends sei dies so deutlich erfolgt wie in der Rekrutierung der Eliten und Führungskräfte.
In den höchsten Führungsebenen sind Ostdeutsche je nach Erhebung und Bereich mit ein bis vier Prozent vertreten – bei einem Bevölkerungsanteil von etwa 17 %. Auch in den oberen und mittleren Führungsfunktionen von Verwaltung, wissenschaftlichen Institutionen und Justizwesen in Ostdeutschland beträgt der Anteil Ostdeutscher weniger als ein Drittel. Die von den westdeutschen Führungskräften geknüpften Netzwerke sind stark westdeutsch geprägt.
Zwischen 1990 und 1994 wechselten zeitweilig oder dauerhaft 35.000 Westdeutsche in die öffentliche Verwaltung der neuen Länder, womit der Anteil ostdeutscher Spitzenbeamter stark abnahm. Ähnliches geschah in Militär, Justiz, Massenmedien sowie in Geistes- und Sozialwissenschaften. Eine vergleichende Studie zu den Jahren 2004 und 2016 zeigte im Ergebnis einen sogar rückläufigen Anteil ostdeutscher Chefs.
Bei der Abwicklung und Neuaufstellung des Personals unter anderem bei Behörden und Hochschulen hatten Ostdeutsche sehr häufig das Nachsehen. Zurücksetzung erfuhren aber auch jene Ostdeutschen, deren Berufs- und Hochschulabschlüsse trotz der im Einigungsvertrag vorgesehenen Gleichwertigkeit wegen einiger Unterschiede im Ausbildungsgang nicht anerkannt wurden, eine Praxis, die erst ein Urteil des Bundesverwaltungsgerichts 1997 untersagte. Ohne Rückhalt in der veränderten gesellschaftlichen Realität der Nachwendezeit war aus der Sicht von Hensel auch die von Frauen in der DDR gelebte Art der Emanzipation geblieben: Gleichberechtigung in der DDR habe sich nicht mit der weiblichen Seele beschäftigt, sondern mit Lebens- und Arbeitsbedingungen von werktätigen Frauen. Unabhängigkeit sei weniger ein ideeller Wert, sondern materieller Fakt gewesen. Für 70 % sei es noch heute ein Ideal, Kinder und Vollbeschäftigung zu vereinbaren (gegen 16 Prozent im Westen).

### Biografische Erfahrungen mit Abwicklung oder Marginalisierung
Als Konsequenz der friedlichen Revolution gegen das SED-Regime ist Kowalczuk zufolge die Ablösung der Spitzenkräfte auch in Armee, Polizei, Staatsapparat und Justiz anzusehen. Doch darüber ging der Personalabbau und -umbau weit hinaus, und er erstreckte sich in Praxis und Auswirkungen zudem auf andere gesellschaftlich bedeutsame Felder. Im Hochschulbereich verloren bis Mitte der 1990er Jahre rund 75 % der 1989 dort Lehrenden ihre Stellen (Medizin ausgenommen). Der Anteil der Westdeutschen in Führungspositionen wachse sich mit der Zeit aber nicht aus, sondern scheine sich noch zu verfestigen, befindet Petra Köpping und weist darauf hin, dass der Anteil ostdeutscher Rektoren im Hochschulbereich – Stand: 2018 – sich in der zurückliegenden Dekade sogar nahezu halbiert habe.
Eine Um- und Abwertung in der Nachwendezeit erfuhren auch Künstlerinnen und Künstler, die – zumal als Schriftsteller im „Leseland DDR“ (Honecker) – wie eine Art Gegenöffentlichkeit wahrgenommen worden waren und zum Teil hohes Ansehen genossen hatten, unter teils starker Beachtung auch in westlichen Medien. Als sich herausstellte, dass manche von ihnen zeitweise oder länger Stasi-Kontakte unterhalten hatten, bot das den Medien reichlich Stoff und Gelegenheiten für diverse Scherbengerichte, von denen das ganze Literatur- und Kunstschaffen in der DDR in Mitleidenschaft gezogen wurde. Unter den geänderten politischen Verhältnissen verwandelte sich, wie Astrid Köhler anmerkt, der vormalige „Ostbonus“ in ein „Ostmalum“. Statt wohlwollenden Interesses stand nun Aburteilung an: immer schon nicht kritisch genug, letztlich Opportunisten und überhaupt zu privilegiert. In einer Ausstellung im Berliner Martin-Gropius-Bau im Jahr 2009 (Titel: 60 Jahre – 60 Werke) wurden ausschließlich Bilder präsentiert, die in der alten Bundesrepublik bzw. in den westlichen Bundesländern entstanden waren. Bilder ostdeutscher Maler waren nicht dabei, sofern sie nicht in den Westen übergesiedelt waren.

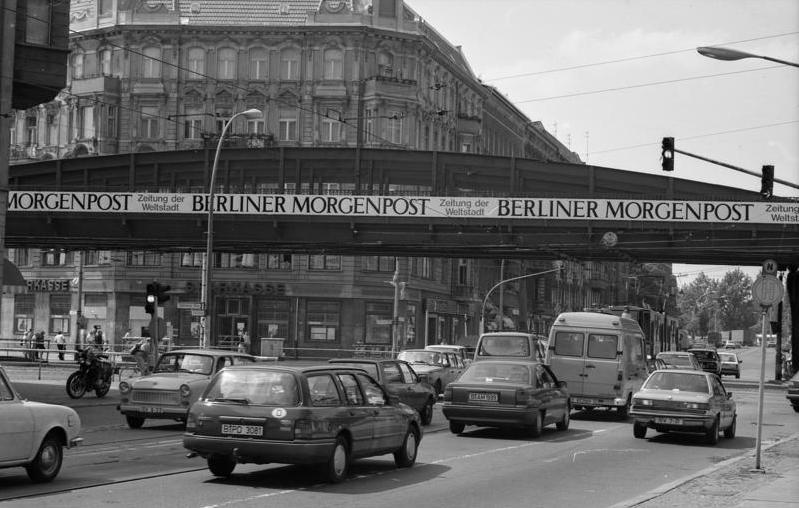
Werbung für die West-Berliner Zeitung Berliner Morgenpost am U-Bahnhof Dimitroffstraße, 1991

Dass Ostdeutschland nicht oder kaum vorkommt, galt lange Zeit auch in der überregionalen deutschen Medienlandschaft, an der der Osten unbeteiligt ist. Jana Hensel befand 2010: „Der Osten ist zu einem dauernden Fremdkörper geworden, den man aus westdeutscher Perspektive beschreibt, mit westdeutschen Kategorien und Maßstäben misst. Er selbst ist dadurch in eine Situation der Sprachlosigkeit geglitten, in einen Zustand des Nicht-gesehen-Werdens.“ Geändert habe sich das erst mit dem Aufkommen von Pegida und mit den Wahlerfolgen der Alternative für Deutschland (AfD) in Ostdeutschland: „Sie haben das Gespräch, das Nachdenken, das Streiten über den Osten Deutschlands nach Jahren aus der Nische herausgeholt und zurück in die Mitte der Gesellschaft, in die Medien und auf die Agenda katapultiert.“ Gleichwohl gilt laut Kowalczuk bis auf Weiteres, dass die großen überregionalen Tageszeitungen und Wochenblätter im Osten nicht richtig ankommen: „In den 1990er Jahren wurden sie praktisch gar nicht gelesen, noch heute erreichen sie bestenfalls ein Drittel so viele Menschen wie im Westen.“

## Besonderheiten und Wandel der gesellschaftspolitischen Strukturen
Der Zustand der DDR im Jahr 1989 erforderte aus der Sicht Klaus Schroeders eine „Totalsanierung“. Sie sei nach der Wiedervereinigung binnen weniger Jahre unter anderem in den Bereichen Umwelt, Infrastruktur, Innenstädte, Wohnungsbau und Krankenhäuser überwiegend staatlich finanziert durchgeführt worden. Wer Anfang 1990 und dann erst wieder zehn Jahre später eine Rundreise durch das Land gemacht habe, hätte es nicht wiedererkannt. Die Lebenszufriedenheit der Ostdeutschen war im Jahr 2020 nur noch geringfügig niedriger als in Westdeutschland. Im Vergleich ihrer aktuellen Lebenszufriedenheit mit der noch zu DDR-Zeiten äußerte etwa die Hälfte der Ostdeutschen eine höhere Zufriedenheit, einem Drittel erschien sie kaum verändert, einem Fünftel verringert.
Deutlichere Unterschiede werden in Bezug auf das politische Denken und Handeln beobachtet. Besonderheiten zeigen sich unter anderem bei Orientierung und Engagement im politischen Parteienspektrum, im Umgang mit Asylsuchenden und Immigranten sowie bei ehrenamtlich-zivilgesellschaftlicher Betätigung. Als Gründe dafür wurden außer enttäuschten Erwartungen bezüglich der deutschen Einheit zum Beispiel mangelnde Demokratieerfahrung der vormaligen DDR-Bürger und eine fehlende Praxis im Zusammenleben mit zugewanderten Ausländern diskutiert.
Matthias Platzeck bilanzierte 2009, dass sich eine deutlich unterscheidbare gesellschaftliche Ordnung in Ostdeutschland ausgebildet habe. An dieser „Eigen-Artigkeit“ Ostdeutschlands werde sich auf absehbare Zeit nichts ändern. Manches spreche dafür, dass die Unübersichtlichkeit der ostdeutschen Verhältnisse weiter zunehmen werde. „Das eine einheitliche Ostdeutschland gab es schon früher nicht – heute existiert es weniger denn je.“

### Zeitgeschichtliche Prägungen
Als 1989 Wende und friedliche Revolution das Ende der DDR herbeiführten, hatte unter den Ostdeutschen nur noch gut jede zehnte Person einen Eindruck vom Leben in einer liberal-demokratisch verfassten Gesellschaft und war bei Untergang der Weimarer Republik mindestens zehn Jahre alt. Aus eigenem Erleben kannte die Demokratie also nur eine Minderheit in der Nachwendezeit.
Am Vorabend der Wiedervereinigung herrschten sowohl in der Bundesrepublik als auch in der DDR die Meinung vor, dass die Verhältnisse im ostdeutschen Staat unerträglich gewesen seien, dass die SED den Ruin des Landes verschuldet hatte und dass Unfreiheit und rechtliche Willkür geherrscht hatten. Doch in der Nachwendezeit begannen viele Ostdeutsche, die zurückliegende DDR in milderem Licht zu sehen. Der Dresdner Kabarettist Uwe Steimle prägte dafür 1992 den Begriff „Ostalgie“.
Gefühle, bespitzelt worden und dem SED-Regime hilflos ausgeliefert gewesen zu sein, wurden ab Mitte der 1990er Jahre weit weniger als zuvor zum Ausdruck gebracht. Den Eindruck, von der SED betrogen worden zu sein, hatten 2009 nur noch 45 % – gegenüber 70 % zu Anfang der 1990er Jahre. Zwei Jahrzehnte nach der Wiedervereinigung sah eine Mehrheit von 57 % der Ostdeutschen bezüglich der DDR mehr gute als schlechte Seiten. Umfrageergebnisse deuteten darauf hin, dass viele Ostdeutsche im Zusammenhang mit der Rechtfertigung der eigenen Biographie nun auch die SED und die DDR-Verhältnisse mit in Schutz nahmen.

### Wandel der Parteienlandschaft
Die aus Wahlen von Volksvertretern hervorgehende repräsentative Demokratie der Bundesrepublik Deutschland ist zugleich eine Parteiendemokratie. Aufgrund der vordefinierten Führungsrolle der SED in der DDR hatte der Begriff „Partei“ für Ostdeutsche eine andere Bedeutung noch in der Wende-Ära und darüber hinaus. Die sogenannten Blockparteien spielten in der DDR lediglich eine nachrangige Rolle. Jemand, von dem es hieß, er sei in der Partei, galt automatisch als SED-Mitglied. Bereits bei Kindern in Kindergärten wurde die SED-Mitgliedschaft der Eltern auf Karteikarten vermerkt. In den Schulen wurden Lehrer angehalten, SED-Genossen für sogenannte „Elternaktive“ zu werben. Daraus entstand laut Platzeck ein „Antiparteienreflex“ in der DDR-Gesellschaft. Aus diesem Grund hätten sich Oppositionsgruppen in der DDR als Graswurzelbewegungen, Selbsthilfeorganisationen, Bürgerinitiativen und lose Netzwerke gleichgesinnter Menschen begriffen, allerdings nicht als parteimäßig aufgebauter Gegenpol zur SED.
Von 12,84 Millionen Erwachsenen waren 1988 in der DDR 2,3 Millionen in der SED, eine knappe weitere Million in den vier Blockparteien. Hinzu kamen die Mitgliedschaften in den von der SED beherrschten Massenorganisationen. Kowalczuk sieht darin eine fast ungebrochene Kontinuität in Ostdeutschland zwischen 1933 und 1990. Statistisch war jeder Erwachsene Mitglied in drei bis vier Verbänden (ohne den Sportverband DTSB und die Jugendorganisation FDJ). Als diese Mitgliedschaften 1989/90 verschwanden, die oft als Nötigung empfunden worden waren, sei damit auch ehrenamtliches Engagement in Ostdeutschland vorläufig diskreditiert gewesen.
Auch das westdeutsche Parteiensystem wurde 1990 im Wesentlichen nach Ostdeutschland übertragen. Dabei konnten CDU und FDP zahlreiche Mitglieder der entsprechenden DDR-Blockparteien in die vorhandenen Parteistrukturen übernehmen. Die in PDS umbenannte SED behauptete sich als Partei in den neuen Ländern. Ihre Mitgliederzahlen sanken allerdings drastisch. Hinzu kamen Bürgerrechtsgruppierungen aus der Phase der friedlichen Revolution, die sich zum Bündnis 90 zusammenschlossen und seit 1993 mit den Grünen eine Partei bilden. Die Wahlbeteiligung in Ostdeutschland war bei allen Bundestagswahlen seit 1990 geringer als im Westen. Die Anzahl der Parteimitgliedschaften in ganz Deutschland halbierte sich von 1990 (2,4 Millionen) bis 2016 (1,2 Millionen) etwa, ging aber in den neuen Ländern von 471.000 auf 105.000 und damit auf weniger als ein Viertel zurück. Während die PDS 1990 noch annähernd die Hälfte (230.000) sämtlicher Parteimitglieder in Ostdeutschland stellte, blieb sie 2016 (26.300) bereits deutlich hinter der CDU (38.900) zurück.
Die vergleichsweise hohe Mitgliederdichte ermöglichte der PDS eine flächendeckende Präsenz in Ostdeutschland. In den beiden ersten Nachwende-Jahrzehnten wurde sie als Sammelbecken für Menschen bezeichnet, die von der Wiedervereinigung enttäuscht waren und der DDR nostalgisch gegenüberstanden. Sie wurde als „Kümmerpartei“ vor Ort bezeichnet. Aus Kowalczuks Sicht spielte die PDS eine womöglich ungewollte, positive Rolle im Einigungsprozess: „Millionen Arbeitslose, Kurzarbeiter, millionenfache sinnlose Umschulungen, weithin entindustrialisierte Regionen blieben nicht nur aufgrund des starken bundesdeutschen Sozialstaats friedlich, sondern auch, weil das gesamte postkommunistische Milieu nicht mit einem SED-Verbot an den Rand der Legalität gedrängt worden war, sondern in der SED/PDS eine Interessenvertreterin für die geschundene Seele vorzuweisen hatte.“
Den Status der reinen Ost-Partei legte die PDS 2007 ab, als sie sich mit der westdeutschen WASG zur Partei Die Linke zusammenschloss. Durch Regierungsbeteiligungen zuerst in Mecklenburg-Vorpommern (1998) und Brandenburg (2009) gab die PDS/Linke ihre strikt oppositionelle Ausrichtung auf und stellte 2014 in Thüringen mit dem in Niedersachsen geborenen Bodo Ramelow erstmals den Ministerpräsidenten einer Landesregierung. Bis dahin waren alle Regierungschefs in den neuen Ländern seit 1990 entweder von der CDU oder von der SPD gestellt worden. Größte Oppositionspartei in allen ostdeutschen Landtagen wurde seit Mitte der 2010er Jahre die AfD.

### Herausforderungen seit den 2010er Jahren

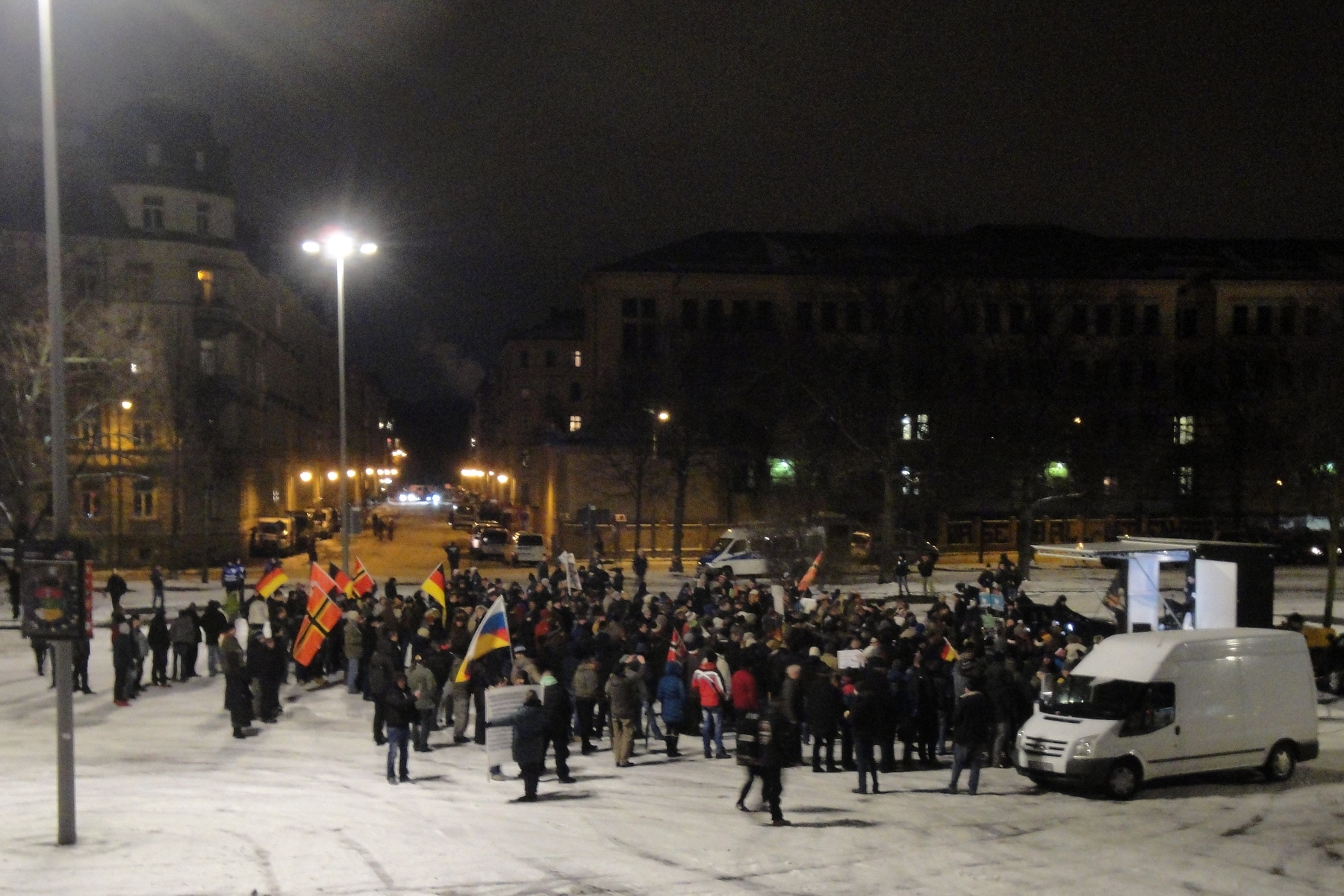
LEGIDA-Kundgebung 2017 auf dem Stadionvorplatz in Leipzig

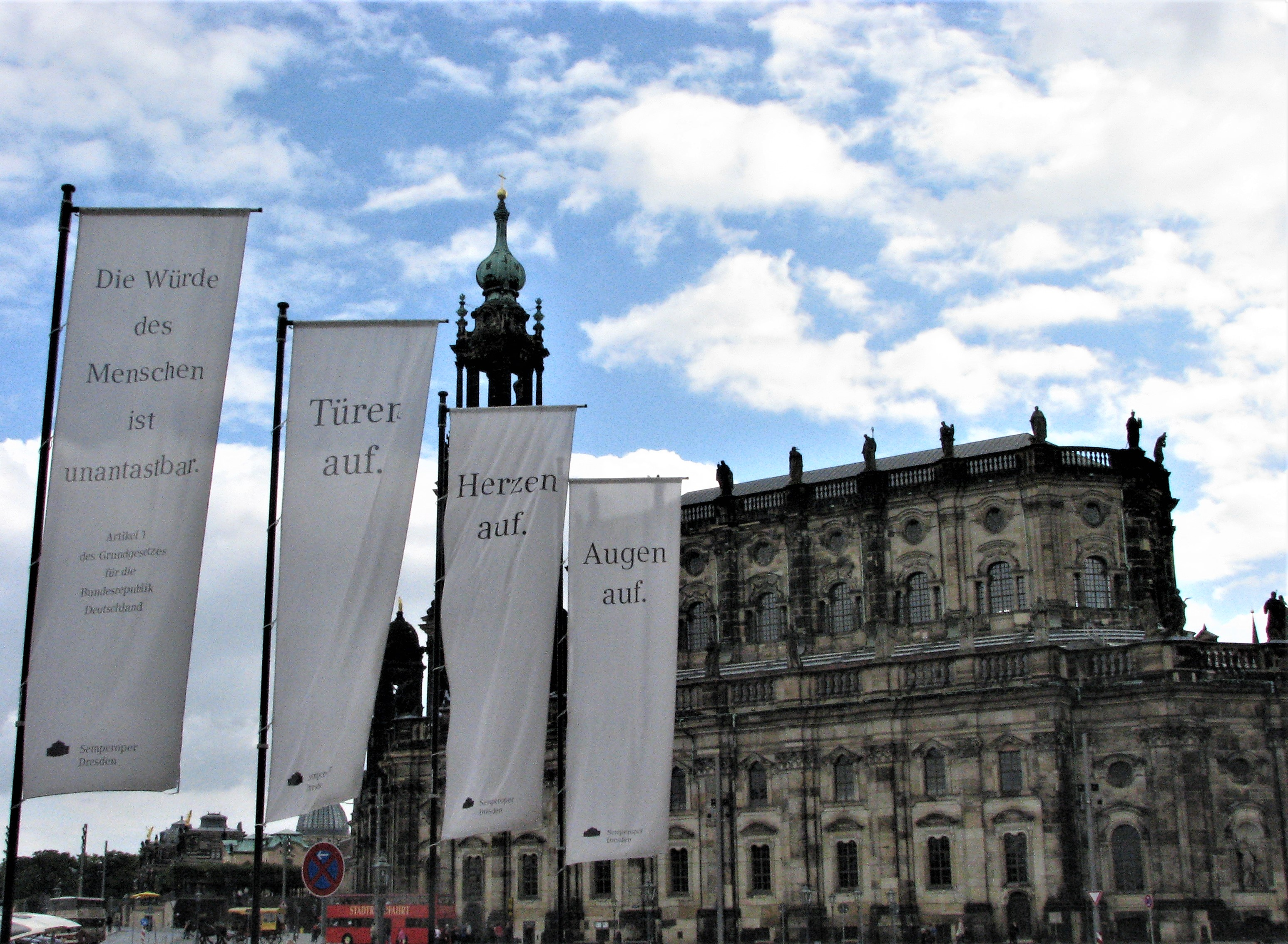
Transparente 2015 zwischen Semperoper und Dresdner Hofkirche

Auch drei Jahrzehnte nach der deutschen Wiedervereinigung gibt es trotz vielerlei Angleichungen an westdeutsche Lebensverhältnisse Herausforderungen für die weitere Entwicklung in Ostdeutschland. Verbliebene Ungleichheiten bei Lohn- und Arbeitsbedingungen in Ost und West leisten dem teils verbreiteten Selbstbild von „Bürgern zweiter Klasse“ ebenso Vorschub wie anhaltende Repräsentations- und Partizipationsdefizite Ostdeutscher bei den Führungsfunktionen in Ostdeutschland.
Protestbewegungen wie Pegida in Dresden oder Legida in Leipzig demonstrieren und polemisieren, verstärkt seit der sogenannten Flüchtlingskrise 2015, gegen die Aufnahme von Flüchtlingen bzw. gegen die Zuwanderung und Integration von Ausländern überhaupt. Mit dem Aufgreifen und der Unterstützung solcher Stimmungslagen weitete die AfD ihr Wählerpotenzial vor allem in Ostdeutschland rasant aus. Als zahlenmäßig stärkste Opposition hat sie den Rechtspopulismus in den Landesparlamenten alltäglich gemacht.
Bei der Reflexion von Ursachen für die bei manchen Ostdeutschen besonders ausgeprägte Neigung zur Ausländerfeindlichkeit wird häufig darauf hingewiesen, dass der ausländische Bevölkerungsanteil vergleichsweise gering ist. Bereits zu DDR-Zeiten wurde zwar die internationale Solidarität mit den sozialistischen „Bruderländern“ hochgehalten, Kontakte zwischen Ostdeutschen und in der DDR stationierten oder arbeitenden Ausländern (Vertragsarbeiter) wurden aber jenseits gezielter Arrangements eher unterbunden als gefördert. Anfang 1989 gab es nur 166.000 längerfristig aufenthaltsberechtigte Ausländer in der DDR (1 % der Bevölkerung), 34.000 davon (0,2 %) mit ständiger Aufenthaltserlaubnis, aber überwiegend abgeschottet von der ostdeutschen Gesellschaft. Drei Jahrzehnte später lag der Bevölkerungsanteil von Menschen mit Migrationshintergrund in den neuen Ländern bei sechs bis sieben Prozent, in den westdeutschen Flächenländern dagegen zwischen einem Viertel und einem Drittel der Gesamtbevölkerung. Aus demografischen und wirtschaftlichen Gründen erscheint für Deutschland weitere Einwanderung auf hohem Niveau nötig. Doch weisen besonders Gebiete, die von Abwanderung, Mangel an modernen Arbeitsplätzen und schwindenden Angeboten der Daseinsvorsorge geprägt sind, häufig nur eine mäßige Wahlbeteiligung auf oder haben – vor allem im Osten – bei der Bundestagswahl 2017 die rechtspopulistische AfD gewählt.
Auch unter Ost- und Westdeutschen ist die Vertrautheit im wechselseitigen Umgang generell wenig ausgeprägt und teils von Vorurteilen nach dem Ossi-Wessi-Schema bestimmt. Im geeinten Berlin wurden noch im Jahr 2000 nur 2,1 % aller Ehen zwischen Partnern aus Ost und West geschlossen. Ähnliches galt 20 Jahre nach der Wiedervereinigung bei Ost-West-Eheschließungen für Gesamtdeutschland; bei nichtehelichen Partnerschaften lag der Anteil der Ost-West-Beziehungen bei etwa 10 %. Drei Jahrzehnte nach der Wiedervereinigung existieren kaum noch Ostdeutsche, die den anderen Teil der Republik nicht gesehen haben. Umgekehrt hat jedoch bis dahin etwa jeder sechste Westdeutsche noch nie privat den Osten besucht. Als Inlandsurlauber reisen Ost- wie Westdeutsche weiterhin bevorzugt in ihrem jeweiligen Landesteil, etwa die Strände an Nord- und Ostsee. Bayern ist das einzige Bundesland, das Ost- wie Westdeutsche gleichermaßen anzieht.

## Forschung zu Ostdeutschland nach der Wende
In einem Rückblick auf sozialwissenschaftliche Forschung zu Ostdeutschland 20 Jahre nach dem Beitritt zur Bundesrepublik wurde darauf hingewiesen, dass sich im Umgang mit dem viele Facetten aufweisenden Forschungsgegenstand keine bevorzugten theoretischen Zugänge oder Leitdisziplinen etabliert hätten. Eine „Konzertierung“ hinsichtlich der Vielfalt an Forschungsthemen habe nicht stattgefunden. Um ein breit etabliertes, augenfälliges Forschungsthema handle es sich folglich nicht – trotz der an einer Vielzahl universitärer Fachbereiche, an öffentlichen Forschungseinrichtungen und an privaten Forschungsinstituten betriebenen Forschung zu Ostdeutschland. Als vorläufige inhaltliche Kernthemen in der universitären Forschung wurden Arbeitsmarktentwicklungen, sozioökonomische Probleme strukturschwacher Regionen, demografischer Wandel und Genderforschung hervorgehoben. Zudem würden soziokulturelle Transformationsfolgen unter demokratietheoretischen Aspekten betrachtet.
In einem 2009 erschienenen vom GESIS – Leibniz-Institut für Sozialwissenschaften herausgegebenen Sammelband Wende und Wandel in Ostdeutschland – 20 Jahre nach dem Mauerfall, mit Literatur- und Forschungsnachweisen für den Zeitraum seit 2007, wird Everhard Holtmann mit einem Beitrag zur Einführung abgedruckt, der mit dem Fazit endet, dass politisches System sowie Wirtschafts- und Sozialordnung des „posttransformatorischen Deutschland“ konsolidiert erschienen, dass zum Gesamtbild aber auch „konsolidierte Problem- und Konfliktlagen“ gehörten. „Die psychologischen Hypotheken des Umbruchs sind noch nicht gelöscht. Zudem bauen sich in Gestalt von Migration, demographischem Wandel und wirtschaftlicher Rezession Herausforderungen auf, die das unfertige Werk der Einheit zurückwerfen können. Eine Pfadumkehr erscheint dennoch ausgeschlossen.“
In einer Sammlung von Beiträgen zu demografischen, gesellschaftlichen und wirtschaftlichen Entwicklungen seit 1989 wird einführend darauf hingewiesen, dass sich zwei Jahrzehnte nach der Wende und den massiven Bevölkerungsverlusten im Osten viele demografische Kennziffern in alten und neuen Bundesländern angeglichen hätten, allerdings weder flächendeckend noch vollständig. Das gelte gleichermaßen auch für die meisten ökonomischen und gesellschaftlichen Entwicklungen. Die einfache Ost-West-Linie werde abgelöst durch neue Differenzierungen. Im Osten wie im Westen, so der Befund 2009, prägten sich Unterschiede aus zwischen Stadt und Umland, Boomregion und wirtschaftsschwachem Standort, altindustrieller Wirtschaftsstruktur und moderner Dienstleistungsindustrie.
Die Unterrepräsentanz Ostdeutscher in der wissenschaftlichen Erforschung ihrer Geschichte beklagt Ilko-Sascha Kowalczuk als Folge der einseitigen Elite- und Führungskräfteauslese und wirft die Frage auf, was es bedeute, „wenn die noch Lebenden und ihre Nachfahren die Vergangenheit ausschließlich von Eliten erzählt bekommen, die keinerlei Schnittmengen mit ihren Erfahrungs- und Erlebniswelten aufweisen“.
In der Soziologie haben unter anderem Steffen Mau und Detlef Pollack Bücher über die Transformation Ostdeutschlands seit 1990 vorgelegt.